# A Silent Night with You
A Silent Night with You è un singolo della cantautrice statunitense Tori Amos, pubblicato nel 2009 ed estratto dall'album Midwinter Graces.

## Tracce
- Download digitale

1. A Silent Night with You – 3:23